# Milena Dvorská
Milena Dvorská (* 7. September 1938 in Prostějov, Tschechoslowakei; † 22. Dezember 2009 in Prag) war eine tschechische Schauspielerin.

## Leben
Dvorská arbeitete als Krankenschwester, als sie für den Film entdeckt wurde. Ihr Filmdebüt gab sie, ohne Schauspielausbildung, noch als Teenager 1955 in der Rolle der Prinzessin Maruška in dem Märchenfilm Es war einmal ein König. Ebenfalls 1955 wirkte sie in dem Film Engel im Gebirge (Anděl na horách) mit. Dvorská absolvierte nach ihren ersten Filmen eine professionelle Schauspielausbildung an der Theaterfakultät der Akademie der Musischen Künste in Prag (DAMU).
1961 begann dann ihre Erwachsenenkarriere, die über 60 Filme andauerte und die Bandbreite der tschechoslowakischen Filmproduktion abbildete. Häufig wurde Dvorská allerdings in historischen Filmen und in Märchenfilmen eingesetzt. Neben Filmauftritten übernahm Dvorská auch Rollen in Fernsehfilmen und Fernsehserien. 1973 spielte sie unter der Regie von Ralf Kirsten die Euphemie in einer Verfilmung des Romans Die Elixiere des Teufels von E. T. A. Hoffmann in einer Koproduktion des Fernsehens der DDR und des tschechoslowakischen Fernsehens. 1975 übernahm sie an der Seite von Matthias Habich die Rolle der Königin im vierten Teil des mehrteiligen ZDF-Fernsehfilms Des Christoffel von Grimmelshausen abenteuerlicher Simplicissimus von Fritz Umgelter. Mit Libuše Šafránková spielte sie 1976 auch in der Märchen-Verfilmung Die kleine Meerjungfrau (Malá mořská víla). 1985 war sie in der melancholischen Komödie Heimat, süße Heimat von Jiří Menzel zu sehen. In einer Verfilmung der Oper Libuše von Bedřich Smetana verkörperte sie in beeindruckender Weise die Titelrolle. In der bekannten tschechischen Fernsehserie Pan Tau wirkte Dvorská 1970 ebenfalls mit.
Als Bühnendarstellerin war sie nach Abschluss ihres Studiums Mitglied des von Emil František Burian geleiteten Prager Theaters D 47 und trat dort bis 1991 in zahlreichen Rollen auf. In den 1970er Jahren spielte sie in Prag auch im von Otomar Krejča gegründeten Theater hinter dem Tor.
Daneben war sie auch als Synchronsprecherin beschäftigt. 1997 erhielt sie eine Nominierung für den Böhmischen Löwen.

## Filmografie (Auswahl)
- 1955: Engel im Gebirge (Anděl na horách)
- 1955: Es war einmal ein König (Byl jednou jeden král…)
- 1962: Ein Schloß für Barbara (Zámek pro Barborku)
- 1963: Von neuem beginnen (Začít znova)
- 1966: Die letzte Rose des Casanova (Poslední růže od Casanovy)
- 1970: Kapitän Korda (Kapitán Korda)
- 1970: Pan Tau
- 1971: Das Geheimnis des großen Erzählers (Tajemství velikého vypravěče)
- 1971: Einen Vater für Sonntags (Tatínek na neděli)
- 1973: Adam und Otka (Adam a Otka)
- 1973: Das Geheimnis des goldenen Buddhas (Tajemství zlatého buddhy)
- 1973: Liebe (Láska)
- 1973: Die Elixiere des Teufels
- 1975: Des Christoffel von Grimmelshausen abenteuerlicher Simplicissimus
- 1976: Anna, die Schwester Janas (Anna, sestra Jany)
- 1976: Die kleine Meerjungfrau (Malá mořská víla)
- 1976: Odysseus und die Sterne ((Odysseus a hvězdy))
- 1977: Wie man Dornröschen wachküßt (Jak se budí princezny)
- 1979: Schau dich nicht um, uns folgt ein Pferd (Neohlížej se, jde za námi kůň)
- 1980: Tränen trocknet der Wind (Citová výchova jednej Daše)
- 1983: Heirate, Eva, heirate (Evo, vdej se!)
- 1985: Heimat, süße Heimat (Vesničko má středisková)
- 1990: Dornröschen (Šípková Růženka)
- 1992: Tödlicher Stoff (Dalla notte all'alba, Fernsehfilm)
- 1999: Teuflisches Glück Teil 1 (Z pekla stestí)
- 2007: Maharal – tajemstvi talismanu
- 2010: At zijí rytíri! (Fernsehserie, 4 Folgen)